# Feria de Friburgo
La Feria de Friburgo es un recinto ferial en el barrio de Brühl de Friburgo de Brisgovia en el suroeste de Baden-Wurtemberg, Alemania. Con su moderna infraestructura, las características funcionales y un ambiente atractivo, es el sitio donde tienen lugar durante todo el año ferias, congresos, exposiciones, conciertos, programas de televisión, eventos deportivos y otros actos multitudinarios. En total son más de 70 eventos anualmente. El edificio de la feria tiene unos 21.500 m² con diez salas. El espacio al aire libre tiene una extensión de 81.000 m². Justo al lado de la Feria está situado el aeropuerto de Friburgo. Una atracción del lugar es un arroyuelo de Friburgo.